# 大梅多鎮區 (克萊頓縣)
大梅多鎮區（Grand Meadow Township），美国艾奥瓦州克莱顿县的一个鎮區，总面积93.57平方公里，总人口557（2000美国人口普查）。